# Club de Voleibol Sant Pere i Sant Pau
El Club Voleibol Sant Pere i Sant Pau es un club de voleibol que juega sus partidos en la ciudad de Tarragona. Nace oficialmente el 23 de abril de 1982 en el Colegio Público Sant Pere i Sant Pau, aunque compitió desde 1977 en categorías escolares antes de formarse definitivamente como club. La temporada 1984-85 supuso la primera con un equipo senior, gracias a la creación del mismo. Posteriormente se crearon el Campus de Voleibol (1989) y las Escuelas de Voleibol (1990) con el objetivo de promover la iniciación y formación de este deporte. En 1990 se inauguraba el Pabellón Municipal de Sant Pere i Sant Pau, lugar donde disputaría sus partidos desde entonces. En 1996 se consigue el primer ascenso a la división de honor del voleibol español.

## Historia

### Fundación (1970-1982)
A finales de la década de 1970, en el Colegio Público de Sant Pere i Sant Pau se organizaban una gran cantidad de actividades deportivas. Entonces, la Asociación de Padres de Alumnos de la escuela era quien lo gestionaba. Se organizaban una gran cantidad de actividades extraescolares donde una gran cantidad del alumnado era partícipe. Aquella asociación de padres estaba presidida por Alfonso Periáñez, quien había formado un gran equipo de voluntarios. En esta gran convocatoria de gente, José Ángel González “Pepe” se hizo cargo de la sección de voleibol, desconocido por el barrio por aquella época, pero que empezó a destacar sobre los altros. En el plano deportivo, los equipos no iban mal pero lo que más diferenciaba este deporte de los otros, era la fidelidad con la que sus participantes continuaban practicándolo año tras año. 

### Primeros pasos (1982-1993)
Tras su primer éxito de relevancia consiguiendo en 1982 el subcampeonato escolar infantil de Cataluña i la mejoría de todos los integrantes de la escuela, el colegio se quedaba pequeño para los que practicaban este deporte, la ambición y las ganas de continuar fueron las culpables de que en el 23 de abril de 1982 se fundara desde la Asociación de Padres de Alumnos el Club Voleibol Sant Pere i Sant Pau.
Los primeros partidos se disputaron en el mismo colegio, hasta que los diferentes ascensos que consiguió el club propiciaron que este tuviera que buscar un nuevo lugar donde seguir su actividad. El primer equipo del club, pese a seguir entrenando en las pistas del colegio, jugaba como local en el Casal del Morell y más tarde en el Nou Poliesportiu de Camp Clar. Al mismo tiempo, se mantenía el progresivo aumento de participantes y se consiguió que bajo el mandato del alcalde Recasens se llevara a cabo la construcción del Pabellón de St. Pere i St. Pau. Gracias a esto, se hizo un gran salto cualitativo y cuantitativo de los jugadores del club, donde se hicieron distintos equipos en cada categoría masculina y femenina. A partir de aquí, en tan solo tres años se lograron dos ascensos consecutivos, primero a la Primera División Catalana, después a la Primera División Nacional. En 1996, el equipo disputó su primera temporada en la Divisió d’Honor del Voleibol.

### Paso efímero por la élite (2017-2018)
Tras un verano muy duro y con la ayuda del ayuntamiento de la ciudad, el equipo logra cubrir los gastos para volver a la Superliga Masculina de Voleibol después de unos años donde estuvo entre la vida y la muerte debido a sus graves problemas económicos. Ahora con la deuda encarrilada y casi pagada, el club retomaba su etapa de grandeza. Aunque la alegría les iba a durar bien poco realizando la peor temporada de su historia en la que no fueron capaces de conseguir ningún punto y tan solo ganaron tres sets. Unos números que produjeron que el equipo descendiera de manera temprana y anunciada a la Superliga 2.

### Regreso a Superliga 2 (2018-Actualidad)
El equipo volvió a la Superliga 2 con el objetivo de reponerse del gran mazazo que supuso la temporada anterior en la categoría de oro. Su primera temporada fue muy buena logrando casi clasificarse para la Copa Príncipe y para los Play Offs de Ascenso, quedándose a tan solo un punto del Club Mediterráneo de conseguir el objetivo.

## Palmarés
Nota: en negrita competiciones vigentes en la actualidad.
| Competición nacional | Títulos  | Subcampeonatos |
| -------------------- | -------- | -------------- |
| Superliga 2 (0/1)    |          | 2016-17.       |
| Copa Príncipe (1/1)  | 2017.    | 2020.          |
| Copa FEV (1/0)       | 2006-07. |                |